# Classe Salmon
La classe Salmon (en français « Saumon ») est une classe de sous-marins conçue pour l'United States Navy dans les années 1930, similaire en apparence à la classe Sargo. Elle est une étape importante du développement du concept de flotte sous-marine des États-Unis. Six exemplaires ont été construits au chantier naval Electric Boat de Groton, Portsmouth Naval Shipyard et Mare Island Naval Shipyard entre 1936 et 1938 et seront utilisés sur le théâtre Pacifique de la Seconde Guerre mondiale et tous seront retirés du service après la fin de la guerre.

## Liste des unités de la classe
- USS Salmon (SS-182)
- USS Seal (SS-183)
- USS Skipjack (SS-184)
- USS Snapper (SS-185)
- USS Stingray (SS-186)
- USS Sturgeon (SS-187)